# San Fernando (Bolívar)
San Fernando est une municipalité située dans le département de Bolívar, en Colombie.